# Mallbad, Jevargi
Mallbad là một làng thuộc tehsil Jevargi, huyện Gulbarga, bang Karnataka, Ấn Độ.